# To Die For

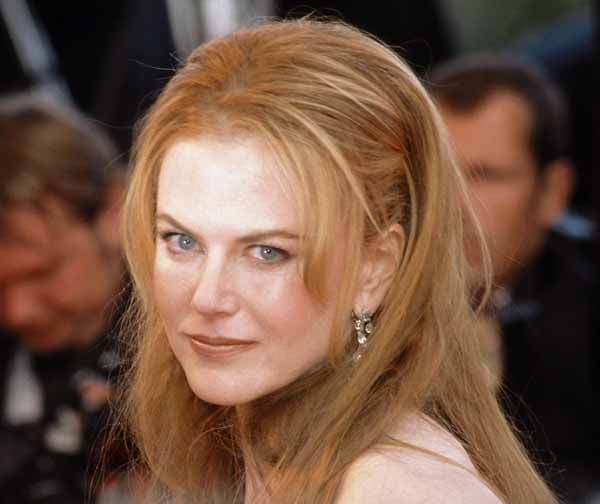
Nicole Kidman, atriz principal do filme.

To Die For é um filme de comédia dramática policial estadunidense de 1995, feito em formato de falso documentário, dirigido por Gus Van Sant e escrito por Buck Henry, baseado no romance de mesmo nome de Joyce Maynard, que por sua vez foi baseado na factual história de Pamela Smart. É estrelado por Nicole Kidman, Matt Dillon, e Joaquin Phoenix. Os principais papéis coadjuvantes apresentam Illeana Douglas, Wayne Knight, Casey Affleck, Kurtwood Smith, Dan Hedaya, e Alison Folland. A história fala de Suzanne Stone, que busca o sonho americano de sucesso a qualquer custo, bonita e limitada garota do interior que tenta a sorte como repórter na TV. E torna-se capaz até de matar, para chegar ao estrelato. Kidman foi nomeada para um BAFTA e ganhou um Globo de Ouro por sua atuação.
O filme inclui participações especiais de George Segal, David Cronenberg, autor Maynard, e roteirista Henry. Possui música original de Danny Elfman.

## Sinopse
Vivendo na aldeia costeira fictícia de Little Hope, New Hampshire, Suzanne Stone (Nicole Kidman), uma jovem, bela e cruel mulher que sonha em ser mundialmente famosa âncora de telejornal. Para isso, ela se casa com Larry Maretto (Matt Dillon), pois ela acredita que seu negócio de família vai mantê-la financeiramente confortável, e começa a tentar subir a escada de notícias da rede, começando como uma garota do tempo em uma estação de cabo local, WWEN.
Quando Larry, que ama verdadeiramente Suzanne, começa pedindo-lhe para tirar uma folga de sua carreira para começar uma família, ela imediatamente parcelas de se livrar dele. Para isso, ela começa um projeto de escola chamada Teens Speak Out e durante um projeto de dança em sua casa, enquanto Larry está longe, ela seduz Jimmy Emmett (Joaquin Phoenix), um jovem perturbado e seus amigos, Russell Heines (Casey Affleck) e Lydia Mertz (Alison Folland), para matar Larry, a quem ela descreve como abusivo e egocêntrico. Jimmy está relutante no começo, mas está em conformidade quando Suzanne lhe concede favores sexuais e ameaça deixá-lo se ele não faz. Com a ajuda e cumplicidade de Russell e Lydia, Jimmy finalmente, comete o assassinato, mas está arruinado pela culpa depois de ver o comportamento bastante calmo de Larry durante a luta.
A polícia começa a investigar quando tropeça em um vídeo de Suzanne na escola de Jimmy, em que Jimmy discretamente sugere uma relação (embora a uma deterioração, uma vez que Suzanne não precisa mais de Jimmy) com Suzanne. Jimmy, Russell e Lydia são presos, mas Lydia faz um acordo com a polícia para conversar com Suzanne com um gravador de fita gravada amarrada no seu estômago, e Suzanne involuntariamente revela a mão no assassinato. Apesar desta prova incontestável da culpa de Suzanne, no entanto, ela é absolvida no tribunal, com base no que a polícia recorreu ao aprisionamento, e caminha livre (embora também seja insinuado que Suzanne tenha subornado seu caminho para fora de perigo). Jimmy e Russell são condenados à prisão perpétua à 16 anos, respectivamente, enquanto Lydia sai impune por sua cooperação.
No final, no entanto, Suzanne recebe sua punição quando ela fabrica uma história sobre Larry se tornar viciado em drogas e, posteriormente, ser morto pelos fornecedores da droga, Jimmy e Russell, que queriam mantê-lo em silêncio. O pai de Larry, Joe (Dan Hedaya), ouve isso na televisão e percebe que Suzanne estava por trás do assassinato de seu filho, e, consequentemente, usa suas conexões da máfia para mandar matá-la. O assassino de aluguel (David Cronenberg) atrai Suzanne para longe de sua casa, fingindo estar interessado em publicar sua história de vida, comete o crime em voz baixa, e coloca o corpo sob um lago congelado, seu lugar favorito, onde uma vez patinou. Numa ironia final, Lydia ganha atenção nacional por contar seu lado da história em uma entrevista para a televisão, tornando-se uma celebridade.
A cena final mostra a irmã de Larry, Janice (Illeana Douglas), praticando a patinação artística no lago congelado onde o corpo de Suzanne está escondido, assim, literalmente dançando sobre seu túmulo.

## Elenco
- Nicole Kidman .... Suzanne Stone-Maretto
- Matt Dillon .... Larry Maretto
- Joaquin Phoenix .... Jimmy Emmett
- Casey Affleck .... Russel Hines
- Illeana Douglas .... Janice Maretto
- Alison Folland .... Lydia Mertz
- Dan Hedaya .... Joe Maretto
- Wayne Knight .... Ed Grant
- Kurtwood Smith .... Earl Stone
- Holland Taylor .... Carol Stone
- Susan Traylor .... Faye Stone
- Maria Tucci .... Angela Maretto
- Tim Hopper .... Mike Warden
- Michael Rispoli .... Ben DeLuca
- Buck Henry .... Mr. H. Finlaysson
- Gerry Quigley .... George
- David Cronenberg .... Homem no lago
- Joyce Maynard .... Advogado
- Chris Phillips (não creditado) como Jogador de futebol
- George Segal (não creditado) como conferencista
- Rain Phoenix (não creditado) como jogador de pandeireta
- Amber-Lee Campbell .... Suzanne aos 6 anos de idade

## Produção
To Die For é uma mistura de estilos, combinando um drama tradicional, com monólogos de humor negro monólogos e a câmera direto pela personagem de Kidman e entrevistas em falso documentário, um pouco trágico, com alguns dos outros personagens do filme.
O filme e o romance é baseado em ambos foram inspirados pelos fatos que surgiram durante o julgamento de Pamela Smart, uma coordenadora de serviços de de escola media que foi presa por seduzir uma estudante de 16 anos de idade, e convencê-lo a matar seu marido. o julgamento foi o primeiro caso totalmente televisionado nos Estados Unidos. No entanto, o filme é muito mais satírico e arca de tratamento relativamente simples de Maynard da história.
O papel de Suzanne Stone foi originalmente oferecido a Meg Ryan, que recusou o papel e o salário oferecido de 5 milhões de dólares. Kidman, que mais tarde foi escalado para o papel, recebeu 2 milhões de dólares. Jodie Foster, Michelle Pfeiffer, Mary-Louise Parker, Uma Thurman e Bridget Fonda estavam em um ponto considerado para substituir Meg Ryan.
Cenas do ensino médio foram filmados em 1994, King City Secondary School em King City, Ontário caracterizado como "Little Hope High" e lançou alguns dos alunos atuais da escola como extras.

## Recepção
O filme foi exibido fora de competição no Festival de Cinema de Cannes de 1995.
Katherine Ramsland da Crime Library descreve o filme como um exemplo de um trabalho mostrando mulheres com personalidades anti-sociais; Ramsland descreve Suzanne descreve "uma extraordinária manipuladora" que prejudica as pessoas através de terceiros.
Em sua crítica no The New York Times, Janet Maslin chamou o filme de "uma comédia de humor negro irresistível e um prazer perverso" e acrescentou: "[ele] tem como objectivo a ética dos tablóides e atinge um sólido olho de boi, com a Sra. Kidman sendo a provocante e bonita Suzanne como a mais sedutora dos monstros loucos da mídia. O alvo é amplo, mas o filme de Gus Van Sant é muito habilmente afiado e engraçado para que a matéria, em vez disso, ele mostra melhor do que qualquer de seus trabalhos desde Drugstore Cowboy... que astúcia deste diretor. Tanto o Sr. Van Sant e Ms. Kidman reinventaram-se milagrosamente para esta ocasião, que traz o melhor de todos os envolvidos."
Mick LaSalle, do San Francisco Chronicle disse de Kidman, "[ela] traz para as camadas de papel de significado, intenção e impulso de contar a sua história em close-up - como ela faz ao longo do filme - Kidman permite que você veja o cálculismo, as rodas girando, os esforços transparente para o encanto que conseguem encantador tudo a mesma coisa... a sua beleza e magnetismo são elétricos. Inegavelmente, ela pertence a câmera, o que significa que é igualmente inegável que Suzanne pertence a câmera. isso em si é uma ironia, alguns comentários ou ambos."
Possui um índice de 87% em base de 54 avaliações no Rotten Tomatoes.

## Premiações
- Ganhou o Globo de Ouro de Melhor Atriz em Comédia/Musical (Nicole Kidman).
- Nicole Kidman foi nomeada para o BAFTA de Melhor Atriz (Nicole Kidman).
- American Film Institute reconheceu:
- AFI's 100 Years...100 Heroes and Villains:
  - Suzanne Stone – Vilão nomeado[13]
- AFI's 100 Years...100 Laughs – Nomeado[14]